# Marvin Dienst

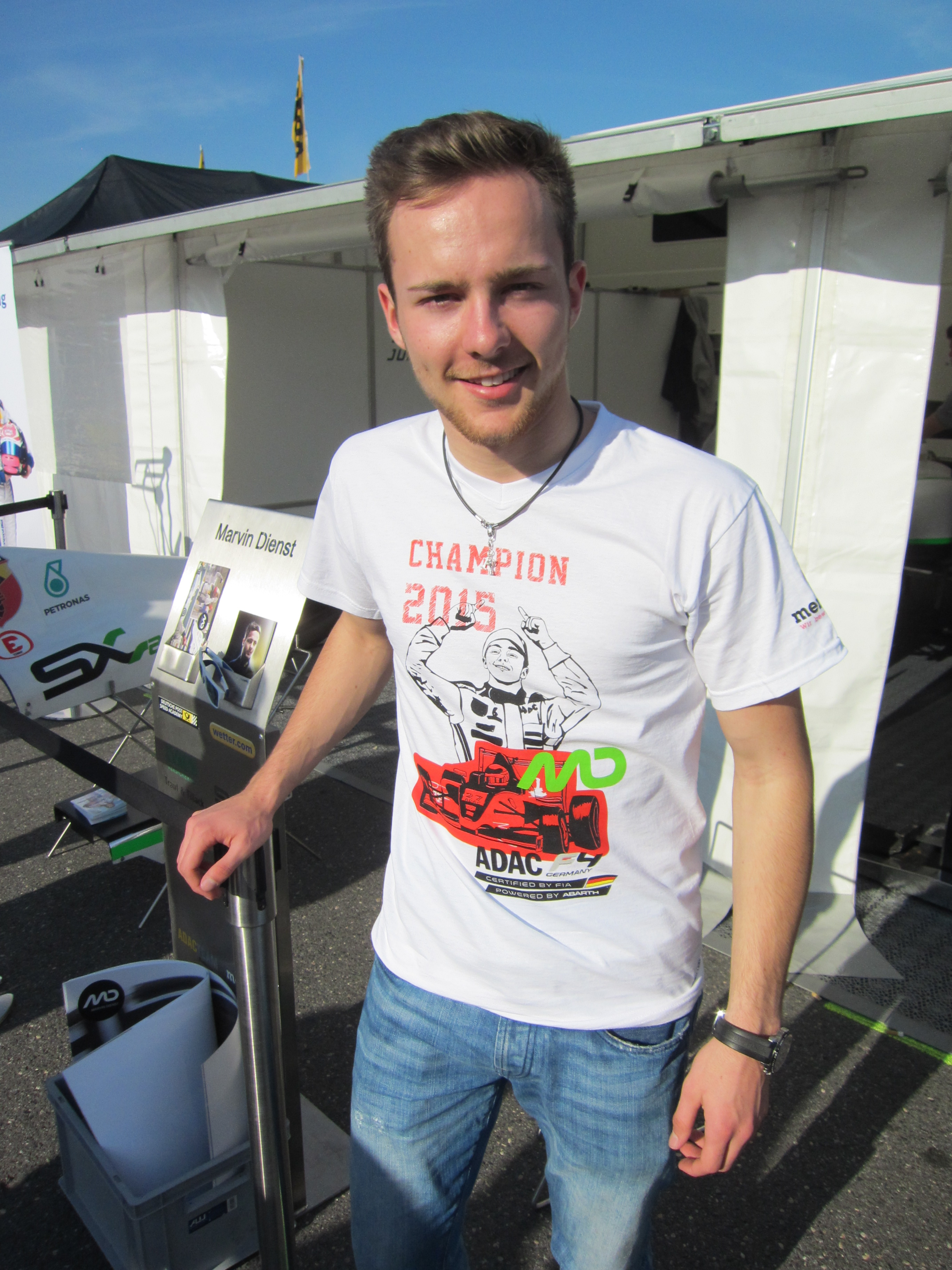
Marvin Dienst 2015

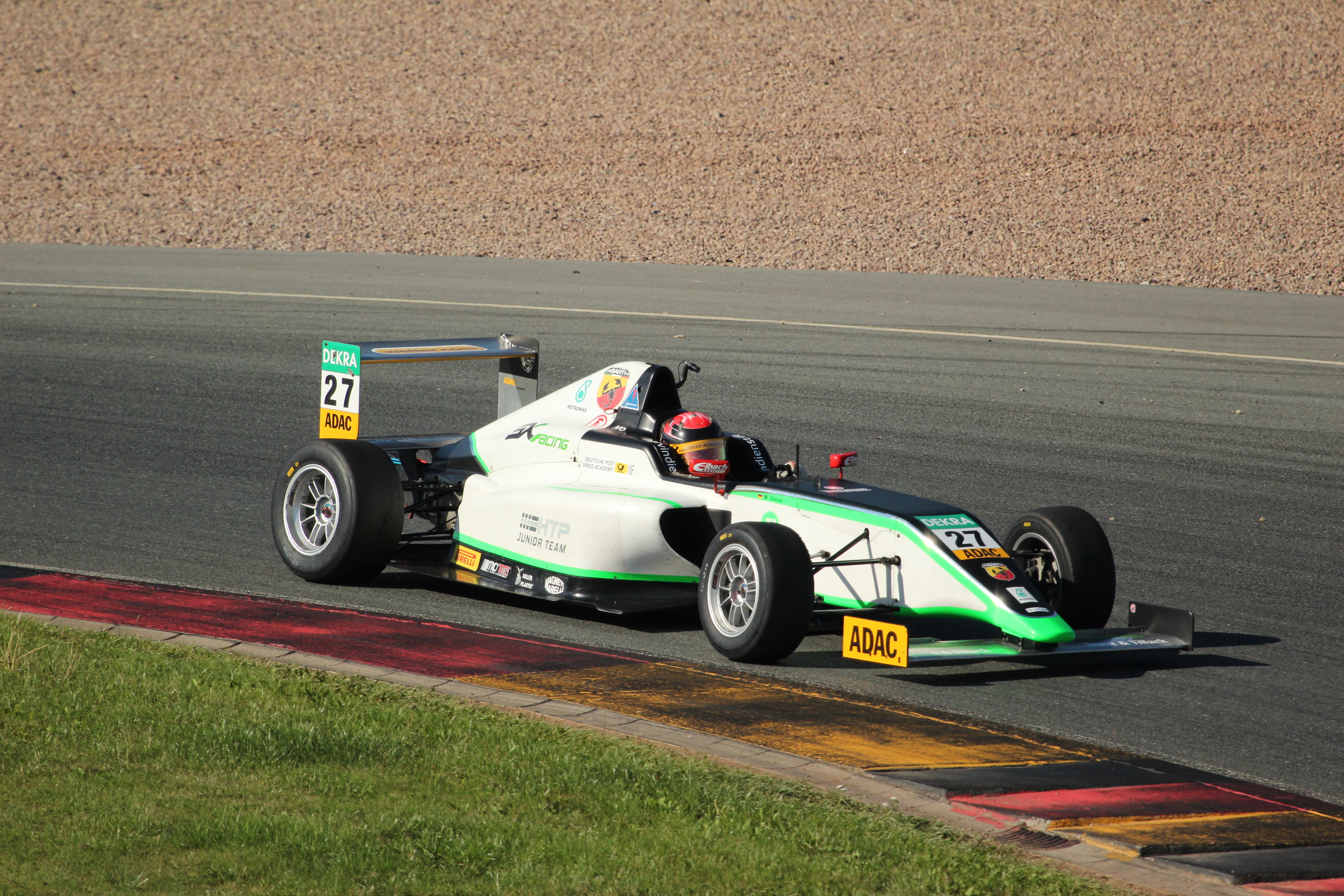
Marvin Dienst auf dem Sachsenring in der deutschen Formel 4 Meisterschaft 2015

Marvin Christopher Dienst (* 24. Februar 1997 in Worms) ist ein deutscher Automobilrennfahrer. Er wurde 2015 deutscher Formel-4-Meister. 

## Karriere
Dienst begann seine Motorsportkarriere 2005 im Kartsport, in dem er bis 2011 aktiv blieb. 2012 wechselte Dienst und nahm zunächst am Formel BMW Talent Cup, einem Ausbildungswettbewerb, teil und gewann diesen.
2013 erfolgte Diensts Einstieg in den professionellen Formelsport. Bei Neuhauser Racing erhielt er ein Cockpit für die ADAC Formel Masters. Dienst erzielte acht Podest-Platzierungen, darunter sein erster Sieg auf dem Slovakiaring. Er beendete seine Debütsaison auf dem fünften Rang und unterlag damit intern Nicolas Beer, der Vierter wurde. 2014 absolvierte Dienst seine zweite ADAC-Formel-Masters-Saison für das von Mücke Motorsport betreute Team des ADAC Berlin–Brandenburg e. V. Er gewann drei Rennen und stand insgesamt siebenmal auf dem Podium. Er verbesserte sich auf den vierten Meisterschaftsrang. Er wurde hinter Maximilian Günther der zweitbeste Fahrer seines Rennstalls.
2015 wechselte Dienst in die deutsche Formel-4-Meisterschaft, die die ADAC Formel Masters ablöste. Er erhielt ein Cockpit beim HTP Junior Team. Er gewann den Saisonauftakt in Oschersleben und wurde damit zum ersten Sieger eines Rennens der deutschen Formel-4-Meisterschaft. Er siegte auch im zweiten Rennen auf der Strecke. Auch auf dem Nürburgring und Sachsenring gelangen ihm zwei Siege. Ein weiteres Rennen gewann er auf dem Lausitzring. Beim Saisonabschluss in Hockenheim entschied er das erste Rennen für sich. Damit stand Dienst vorzeitig als erster Meister der deutschen Formel-4-Meisterschaft fest. Mit 347 zu 299 Punkten setzte er sich schließlich gegen Joel Eriksson durch. Darüber hinaus bestritt Dienst 2015 für ArtLine Engineering einen Gaststart in der europäischen Formel-3-Meisterschaft.
2016 fuhr Dienst in der GT3-Sportwagenserie ADAC GT Masters für das bigFM Racing Team Schütz Motorsport. Im vorletzten Rennen auf dem Hockenheim konnte er erstmals eine Podest-Platzierungen einfahren. Insgesamt holte er 51 Punkte, wurde 14. in der Fahrerwertung und fünfter in der Junior-Wertung.
2017 fuhr er bei der FIA-Langstrecken-Weltmeisterschaft in der LMGTE Am-Klasse für Dempsey-Proton Racing. Hinzu unternahm er einen Gaststart für Craft-Bamboo Racing bei der Blancpain GT Series Asia in Shanghai. Dort beendete er Rennen 1 auf Platz 6 und gewann Rennen 2 mit seinem Teamkollegen Darryl O’Young. Dies war deren erster Sieg mit Porsche in der GT3-Klasse.
2018 fuhr er bei der European Le Mans Series in der GTE Klasse für Proton Competition. Zudem bestritt er zwei Gaststarts bei der VLN Langstreckenmeisterschaft Nürburgring. 
Seit 2019 geht er in der GT3-Sportwagenserie ADAC GT Masters an den Start gehen.

## Auszeichnungen
- Sieger Deutsche Post Speed Academy 2015
- ADAC Junior-Motorsportler des Jahres 2017

## Statistik

### Karrierestationen
- 2005–2011: Kartsport
- 2012: Formel BMW Talent Cup (Meister)
- 2013: ADAC Formel Masters (Platz 5)
- 2014: ADAC Formel Masters (Platz 4)
- 2015: Deutsche Formel 4 (Meister)
- 2016: ADAC GT Masters (Platz 14)
- 2017: FIA-Langstrecken-Weltmeisterschaft (Vizeweltmeister LMGTE Am)
- 2018: European Le Mans Series (Platz 4 GTE)
- 2019: ADAC GT4 Germany (Platz 20)
- 2020: ADAC GT Masters (Platz 20)
- 2020: ADAC GT4 Germany:  (Platz 21)
- 2020: 24-Stunden-Rennen auf dem Nürburgring (Platz 2)
- 2021: ADAC GT4 Germany
- 2021: DTM (Platz 19)
- 2022: Prototype Cup Germany (Platz 1)
- 2022: 24-Stunden-Rennen auf dem Nürburgring (Platz 1)
- 2022: ADAC GT Masters (Platz 24)
- 2023: DTM (Platz 27)
- 2024: 24-Stunden-Rennen auf dem Nürburgring (Platz 12)
- 2024: Intercontinental GT Challenge

### Einzelergebnisse in der ADAC-Formel-Masters
| Jahr | Team                          | 1   | 2   | 3   | 4   | 5   | 6   | 7   | 8   | 9   | 10  | 11  | 12  | 13  | 14  | 15  | 16  | 17  | 18  | 19  | 20  | 21  | 22  | 23  | 24  | Punkte | Rang |
| ---- | ----------------------------- | --- | --- | --- | --- | --- | --- | --- | --- | --- | --- | --- | --- | --- | --- | --- | --- | --- | --- | --- | --- | --- | --- | --- | --- | ------ | ---- |
| 2013 | Neuhauser Racing              | OSC | OSC | OSC | SPA | SPA | SPA | SAC | SAC | SAC | NÜR | NÜR | NÜR | SPI | SPI | SPI | LAU | LAU | LAU | SVK | SVK | SVK | HOC | HOC | HOC | 186    | 5.   |
| 2013 | Neuhauser Racing              | 7   | 5   | 3   | 11  | 5   | DNF | 9   | 2   | 5   | 7   | 5   | 2   | 7   | 12  | 6   | 15  | 3   | 5   | 2   | 1   | 2   | DNF | 3   | DNF | 186    | 5.   |
| 2014 | ADAC Berlin–Brandenburg e. V. | OSC | OSC | OSC | ZAN | ZAN | ZAN | LAU | LAU | LAU | SPI | SPI | SPI | SVK | SVK | SVK | NÜR | NÜR | NÜR | SAC | SAC | SAC | HOC | HOC | HOC | 205    | 4.   |
| 2014 | ADAC Berlin–Brandenburg e. V. | DNF | 3   | 7   | 5   | 5   | 1   | 2   | 1   | 4   | 6   | DNF | 7   | 9   | 10  | 9   | 2   | 1   | 4   | 9   | 6   | 2   | 9   | 6   | 7   | 205    | 4.   |

### Einzelergebnisse in der deutschen Formel-4-Meisterschaft
| Jahr | Team            | 1   | 2   | 3   | 4   | 5   | 6   | 7   | 8   | 9   | 10  | 11  | 12  | 13  | 14  | 15  | 16  | 17  | 18  | 19  | 20  | 21  | 22  | 23  | 24  | Punkte | Rang |
| ---- | --------------- | --- | --- | --- | --- | --- | --- | --- | --- | --- | --- | --- | --- | --- | --- | --- | --- | --- | --- | --- | --- | --- | --- | --- | --- | ------ | ---- |
| 2015 | HTP Junior Team | OS1 | OS1 | OS1 | SPI | SPI | SPI | SPA | SPA | SPA | LAU | LAU | LAU | NÜR | NÜR | NÜR | SAC | SAC | SAC | OS2 | OS2 | OS2 | HOC | HOC | HOC | 347    | 1.   |
| 2015 | HTP Junior Team | 1   | 1   | 6   | DNF | 3   | 20  | DNF | 6   | 14  | 3   | 6   | 1   | 1   | 1   | 3   | 1   | 1   | 2   | 2   | 2   | 4   | 1   | 4   | DNF | 347    | 1.   |

| Legende  | Legende            | Legende                                                          |
| Farbe    | Abkürzung          | Bedeutung                                                        |
| -------- | ------------------ | ---------------------------------------------------------------- |
| Gold     | –                  | Sieg                                                             |
| Silber   | –                  | 2. Platz                                                         |
| Bronze   | –                  | 3. Platz                                                         |
| Grün     | –                  | Platzierung in den Punkten                                       |
| Blau     | –                  | Klassifiziert außerhalb der Punkteränge                          |
| Violett  | DNF                | Rennen nicht beendet (did not finish)                            |
| Violett  | NC                 | nicht klassifiziert (not classified)                             |
| Rot      | DNQ                | nicht qualifiziert (did not qualify)                             |
| Rot      | DNPQ               | in Vorqualifikation gescheitert (did not pre-qualify)            |
| Schwarz  | DSQ                | disqualifiziert (disqualified)                                   |
| Weiß     | DNS                | nicht am Start (did not start)                                   |
| Weiß     | WD                 | zurückgezogen (withdrawn)                                        |
| Hellblau | PO                 | nur am Training teilgenommen (practiced only)                    |
| Hellblau | TD                 | Freitags-Testfahrer (test driver)                                |
| ohne     | DNP                | nicht am Training teilgenommen (did not practice)                |
| ohne     | INJ                | verletzt oder krank (injured)                                    |
| ohne     | EX                 | ausgeschlossen (excluded)                                        |
| ohne     | DNA                | nicht erschienen (did not arrive)                                |
| ohne     | C                  | Rennen abgesagt (cancelled)                                      |
| ohne     | keine WM-Teilnahme |                                                                  |
| sonstige | P/fett             | Pole-Position                                                    |
| sonstige | 1/2/3/4/5/6/7/8    | Punktplatzierung im Sprint-/Qualifikationsrennen                 |
| sonstige | SR/kursiv          | Schnellste Rennrunde                                             |
| sonstige | *                  | nicht im Ziel, aufgrund der zurückgelegten Distanz aber gewertet |
| sonstige | ()                 | Streichresultate                                                 |
| sonstige | unterstrichen      | Führender in der Gesamtwertung                                   |

### Einzelergebnisse in der europäischen Formel-3-Meisterschaft
| Jahr | Team                | Motor | 1   | 2   | 3   | 4   | 5   | 6   | 7   | 8   | 9   | 10  | 11  | 12  | 13  | 14  | 15  | 16  | 17  | 18  | 19  | 20  | 21  | 22  | 23  | 24  | 25  | 26  | 27  | 28  | 29  | 30  | 31  | 32  | 33  | Punkte | Rang |
| ---- | ------------------- | ----- | --- | --- | --- | --- | --- | --- | --- | --- | --- | --- | --- | --- | --- | --- | --- | --- | --- | --- | --- | --- | --- | --- | --- | --- | --- | --- | --- | --- | --- | --- | --- | --- | --- | ------ | ---- |
| 2015 | ArtLine Engineering | NBE   | SIL | SIL | SIL | HO1 | HO1 | HO1 | PAU | PAU | PAU | MNZ | MNZ | MNZ | SPA | SPA | SPA | NOR | NOR | NOR | ZAN | ZAN | ZAN | SPI | SPI | SPI | POR | POR | POR | NÜR | NÜR | NÜR | HO2 | HO2 | HO2 | 0      | –    |
| 2015 | ArtLine Engineering | NBE   |     |     |     |     |     |     |     |     |     |     |     |     |     |     |     |     |     |     |     |     |     |     |     |     |     |     |     |     |     |     | 27  | 25  | DNF | 0      | –    |

Anmerkungen
1. ↑  Gaststarter

### Le-Mans-Ergebnisse
| Jahr | Team                  | Fahrzeug        | Teamkollege    | Teamkollege    | Platzierung | Ausfallgrund |
| ---- | --------------------- | --------------- | -------------- | -------------- | ----------- | ------------ |
| 2017 | Dempsey-Proton Racing | Porsche 911 RSR | Christian Ried | Matteo Cairoli | Rang 34     |              |

### Sebring-Ergebnisse
| Jahr | Team           | Fahrzeug             | Teamkollege  | Teamkollege  | Platzierung | Ausfallgrund |
| ---- | -------------- | -------------------- | ------------ | ------------ | ----------- | ------------ |
| 2022 | Winward Racing | Mercedes-AMG GT3 Evo | Philip Ellis | Russell Ward | Rang 38     |              |

### Einzelergebnisse in der FIA-Langstrecken-Weltmeisterschaft
| Saison | Team                  | Rennwagen       | 1   | 2   | 3   | 4   | 5   | 6   | 7   | 8   | 9   |
| ------ | --------------------- | --------------- | --- | --- | --- | --- | --- | --- | --- | --- | --- |
| 2017   | Dempsey-Proton Racing | Porsche 911 RSR | SIL | SPA | LEM | NÜR | MEX | AUS | FUJ | SHA | BAH |
| 2017   | Dempsey-Proton Racing | Porsche 911 RSR | 22  | 26  | 34  | 22  | 21  | 24  | 21  | 23  | 24  |